# 128 (nombre)
Cet article concerne le nombre 128. Pour l'année, voir 128.
128 (cent-vingt-huit ou cent vingt-huit) est l'entier naturel qui suit 127 et qui précède 129.

## En mathématiques
Cent vingt-huit est :
- Le plus grand nombre qui ne peut pas être exprimé comme la somme de n'importe quel nombre de carrés distincts. Mais il peut être exprimé en combinant ses chiffres avec des opérateurs mathématiques ainsi 128 = 28-1, ce qui en fait un nombre de Friedman.
- Un nombre qui a la caractéristique suivante : en partant de 1 et en prenant à chaque fois le double du carré, on obtient 128 au troisième rang. Les opérateurs intermédiaires sont 1, 2 et 8 qui forment 128 :

{\displaystyle 1^{2}*2=2}
{\displaystyle 2^{2}*2=8}
{\displaystyle 8^{2}*2=128}
- Un nombre de Zuckerman car 1*2*8 = 16, qui est un diviseur de 128.

## Dans d'autres domaines
Cent vingt-huit est aussi :
- La taille, en bits, d'un certain format de données entières, utilisé dans les ordinateurs.
- En Mébioctets (Mio), une taille usuelle pour les mémoires flash et les cartes mémoire.
- CAST-128 (ou CAST-5) est un algorithme de chiffrement par bloc utilisé par plusieurs logiciels dont certaines versions de PGP et GNU Privacy Guard.
- Le nombre d'instruments de musique précisés dans la norme General MIDI. Quelquefois, ils sont comptés de 0 à 127 et quelquefois, de 1 à 128.
- Années historiques : -128, 128.
- Le numéro du colorant alimentaire de synthèse E128 (rouge 2G).
- Ligne 128 .
- Fiat 128, une voiture italienne.